# Associazione Sportiva Roma 1938-1939
Questa voce raccoglie le informazioni riguardanti l'Associazione Sportiva Roma nelle competizioni ufficiali della stagione 1938-1939.

## Stagione
Durante il calciomercato viene ceduto in prestito Amadei all'Atalanta e c'è il ritorno di Attilio Ferraris IV, che chiude la carriera con la maglia della sua squadra del cuore; anche per Bernardini è l'ultimo anno: abbandona infatti la Roma dopo che la Lazio riesce per la prima volta ad espugnare il Campo Testaccio. Alla fine del campionato i giallorossi arrivano quinti.

## Divise
La divisa primaria della Roma è costituita da maglia rossa, pantaloncini bianchi e calzettoni rossi con banda gialla orizzontale; la seconda divisa presenta una maglia bianca con banda giallorossa orizzontale tra torace e addome, pantaloncini e calzettoni neri, questi con una banda giallorossa orizzontale; in alcune partite fuori casa viene usata una divisa completamente nera, con i calzettoni ornati da una banda giallorossa orizzontale. I portieri hanno tre divise: la prima presenta maglia nera (con colletto a polo), calzoncini bianchi, calzettoni rossi con banda gialla orizzontale, la seconda maglia blu, calzoncini neri e calzettoni rossi con banda gialla orizzontale, la terza maglia grigia combinata con gli stessi calzoncini e calzettoni della precedente.
| Casa | Trasferta | Terza divisa | 1ª div. portiere | 2ª div. portiere | 3ª div. portiere |

## Organigramma societario
Di seguito l'organigramma societario.
Area direttiva
- Presidente: Igino Betti

Area tecnica
- Allenatore: Guido Ara

## Rosa
Di seguito la rosa.
| N. |                   | Ruolo | Calciatore                   |
| -- | ----------------- | ----- | ---------------------------- |
|    | Italia (bandiera) | P     | Ugo Ceresa                   |
|    | Italia (bandiera) | P     | Guido Masetti                |
|    | Italia (bandiera) | P     | Archimede Nardi              |
|    | Italia (bandiera) | D     | Erminio Asin                 |
|    | Italia (bandiera) | D     | Renato Cipriani              |
|    | Italia (bandiera) | D     | Attilio Ferraris (IV)        |
|    | Italia (bandiera) | D     | Andrea Gadaldi               |
|    | Italia (bandiera) | D     | Eraldo Monzeglio             |
|    | Italia (bandiera) | C     | Fulvio Bernardini (capitano) |
|    | Italia (bandiera) | C     | Elio Bianchi                 |
|    | Italia (bandiera) | C     | Giuseppe Bonomi              |
|    | Italia (bandiera) | C     | Aristide Coscia              |

| N. |                   | Ruolo | Calciatore          |
| -- | ----------------- | ----- | ------------------- |
|    | Italia (bandiera) | C     | Mario De Grassi     |
|    | Italia (bandiera) | C     | Luigi Di Pasquale   |
|    | Italia (bandiera) | C     | Aldo Donati         |
|    | Italia (bandiera) | C     | Antonio Fusco       |
|    | Italia (bandiera) | C     | Pietro Serantoni    |
|    | Italia (bandiera) | A     | Luciano Alghisi     |
|    | Italia (bandiera) | A     | Ermes Borsetti      |
|    | Italia (bandiera) | A     | Trentino Bui        |
|    | Italia (bandiera) | A     | Oliviero Mascheroni |
|    | Italia (bandiera) | A     | Danilo Michelini    |
|    | Italia (bandiera) | A     | Otello Subinaghi    |

## Calciomercato
Di seguito il calciomercato.
| Acquisti | Acquisti              | Acquisti    | Acquisti               |
| R.       | Nome                  | da          | Modalità               |
| -------- | --------------------- | ----------- | ---------------------- |
| P        | Ugo Ceresa            | Alessandria | definitivo             |
| D        | Attilio Ferraris (IV) | Bari        | definitivo             |
| C        | Giuseppe Bonomi       | Atalanta    | definitivo             |
| C        | Aristide Coscia       | Alessandria | definitivo (180.000 £) |
| C        | Luigi Di Pasquale     | Udinese     | definitivo             |
| A        | Luciano Alghisi       | Vigevano    | definitivo             |
| A        | Trentino Bui          | Vis Pesaro  | definitivo             |

| Cessioni | Cessioni            | Cessioni | Cessioni   |
| R.       | Nome                | a        | Modalità   |
| -------- | ------------------- | -------- | ---------- |
| P        | Cesare Francalancia | MATER    | prestito   |
| P        | Cesare Valinasso    | Venezia  | definitivo |
| D        | Enrico Schiavetti   | Palermo  | prestito   |
| C        | Evaristo Frisoni    | Brescia  | definitivo |
| C        | Alfredo Mazzoni     | Reggiana | definitivo |
| C        | Franco Scaramelli   | Modena   | definitivo |
| A        | Amedeo Amadei       | Atalanta | prestito   |

## Risultati

### Serie A

#### Girone di andata
| Arbitro: | Zelocchi (Modena) |

|             |           |  |
| Alghisi 62’ | Marcatori |  |

| Arbitro: | Barlassina (Novara) |

|                              |           |                          |
| Gabardo 15’ Peretti 19’, 83’ | Marcatori | 43’ Coscia 88’ Serantoni |

| Arbitro: | Soliani (Genova) |

|               |           |  |
| Michelini 23’ | Marcatori |  |

| Arbitro: | Galeati (Bologna) |

|  |           |             |
|  | Marcatori | 42’ Alghisi |

| Arbitro: | Saracini (Ancona) |

|                                               |           |  |
| Borsetti 41’ (rig.) Michelini 54’ Alghisi 77’ | Marcatori |  |

| Arbitro: | Ciamberlini (Genova) |

|                         |           |  |
| Montanari 7’ Zironi 74’ | Marcatori |  |

| Arbitro: | Barlassina (Novara) |

|  |           |               |
|  | Marcatori | 55’ Subinaghi |

| Arbitro: | Zelocchi (Modena) |

|                             |           |                |
| Serantoni 50’ Subinaghi 72’ | Marcatori | 32’, 44’ Biagi |

| Milano 27 novembre 1938 9ª giornata | Ambrosiana-Inter   | 0 – 0 referto | Roma | Arena Civica (20.000 circa spett.)\| Arbitro: \| Scorzoni (Bologna) \| |
| Arbitro:                            | Scorzoni (Bologna) |               |      |                                                                        |

| Arbitro: | Curradi (Firenze) |

|                                |           |                |
| Borsetti 7’, 47’ Michelini 36’ | Marcatori | 36’ Scarabello |

| Arbitro: | Scarpi (Dolo) |

|                                                       |           |              |
| Costantino 1’ Antonio Fusco 31’ (aut.) Cappellini 55’ | Marcatori | 59’ Borsetti |

| Arbitro: | Saracini (Ancona) |

|                                                          |           |              |
| Alghisi 44’ Michelini 51’ Coscia 57’ Giuseppe Bonomi 60’ | Marcatori | 90’ Zidarich |

| Arbitro: | Bertolio (Torino) |

|             |           |  |
| Sansone 54’ | Marcatori |  |

| Arbitro: | Scorzoni (Bologna) |

|  |           |                       |
|  | Marcatori | 3’ Zacconi 38’ Busani |

| Arbitro: | Galeati (Bologna) |

|                                                |           |  |
| Barberis 48’, 60’, 75’ Borrini 76’ Mariani 80’ | Marcatori |  |

#### Girone di ritorno
| Arbitro: | Ciamberlini (Genova) |

|  |           |                   |
|  | Marcatori | 18’ (rig.) Coscia |

| Arbitro: | Pizziolo (Firenze) |

|               |           |  |
| Michelini 61’ | Marcatori |  |

| Torino 12 febbraio 1939 18ª giornata | Juventus           | 0 – 0 referto | Roma | Stadio Benito Mussolini (5.000 circa spett.)\| Arbitro: \| Scorzoni (Bologna) \| |
| Arbitro:                             | Scorzoni (Bologna) |               |      |                                                                                  |

| Arbitro: | Scotto (Savona) |

|              |           |                           |
| Michelini 4’ | Marcatori | 40’ Colaussi 62’ Pasinati |

| Arbitro: | Scorzoni (Bologna) |

|                |           |                                              |
| Bonistalli 24’ | Marcatori | 24’, 73’ Michelini 42’ Subinaghi 79’ Alghisi |

| Arbitro: | Moretti (Genova) |

|  |           |            |
|  | Marcatori | 89’ Zironi |

| Arbitro: | Zelocchi (Modena) |

|                              |           |  |
| Mascheroni 18’ Subinaghi 88’ | Marcatori |  |

| Arbitro: | Galeati (Bologna) |

|           |           |  |
| Paone 16’ | Marcatori |  |

| Arbitro: | Ciamberlini (Genova) |

|                           |           |                              |
| Michelini 68’, 83’ (rig.) | Marcatori | 16’ Frossi 32’, 48’ Barsanti |

| Arbitro: | Zelocchi (Modena) |

|                                     |           |  |
| Bernardini 36’ (aut.) Di Piazza 81’ | Marcatori |  |

| Arbitro: | Scotto (Savona) |

|                           |           |  |
| Alghisi 29’ Michelini 35’ | Marcatori |  |

| Arbitro: | Moretti (Genova) |

|                              |           |                       |
| Arcari 5’ Neri 37’ Viani 44’ | Marcatori | 53’ Luigi Di Pasquale |

| Arbitro: | Scorzoni (Bologna) |

|  |           |               |
|  | Marcatori | 47’ Puricelli |

| Arbitro: | Scorzoni (Bologna) |

|           |           |                                            |
| Capri 11’ | Marcatori | 2’ Michelini 4’ Coscia 41’ Giuseppe Bonomi |

| Arbitro: | Pirovano (Monza) |

|                                               |           |  |
| Giuseppe Bonomi 12’ Alghisi 61’ Michelini 88’ | Marcatori |  |

### Coppa Italia

#### Fase finale
| Arbitro: | Pizziolo (Firenze) |

|  |           |                                         |
|  | Marcatori | 6’, 48’ Borsetti 47’ Coscia 47’ Alghisi |

| Arbitro: | Gamba (Napoli) |

|                                 |           |             |
| Loschi 15’ (aut.) Subinaghi 70’ | Marcatori | 82’ Magrini |

| Arbitro: | Zelocchi (Modena) |

|                   |           |  |
| Ferraris (II) 26’ | Marcatori |  |

## Statistiche

### Statistiche di squadra
Di seguito le statistiche di squadra.
| Competizione | Punti | In casa | In casa | In casa | In casa | In casa | In casa | In trasferta | In trasferta | In trasferta | In trasferta | In trasferta | In trasferta | Totale | Totale | Totale | Totale | Totale | Totale | DR |
| Competizione | Punti | G       | V       | N       | P       | Gf      | Gs      | G            | V            | N            | P            | Gf           | Gs           | G      | V      | N      | P      | Gf     | Gs     | DR |
| ------------ | ----- | ------- | ------- | ------- | ------- | ------- | ------- | ------------ | ------------ | ------------ | ------------ | ------------ | ------------ | ------ | ------ | ------ | ------ | ------ | ------ | -- |
| Serie A      | 31    | 15      | 9       | 1       | 5       | 25      | 13      | 15           | 5            | 2            | 8            | 14           | 22           | 30     | 14     | 3      | 13     | 39     | 35     | +4 |
| Coppa Italia |       | 1       | 1       | 0       | 0       | 2       | 1       | 2            | 1            | 0            | 1            | 4            | 1            | 3      | 2      | 0      | 1      | 6      | 2      | +4 |
| Totale       |       | 16      | 10      | 1       | 5       | 27      | 14      | 17           | 6            | 2            | 9            | 18           | 23           | 33     | 16     | 3      | 14     | 45     | 37     | +8 |

### Andamento in campionato[7]
| Giornata  | 1 | 2 | 3 | 4 | 5 | 6 | 7 | 8 | 9 | 10 | 11 | 12 | 13 | 14 | 15 | 16 | 17 | 18 | 19 | 20 | 21 | 22 | 23 | 24 | 25 | 26 | 27 | 28 | 29 | 30 |
| --------- | - | - | - | - | - | - | - | - | - | -- | -- | -- | -- | -- | -- | -- | -- | -- | -- | -- | -- | -- | -- | -- | -- | -- | -- | -- | -- | -- |
| Luogo     | C | T | C | T | C | T | T | C | T | C  | T  | C  | T  | C  | T  | T  | C  | T  | C  | T  | C  | C  | T  | C  | T  | C  | T  | C  | T  | C  |
| Risultato | V | P | V | V | V | P | V | N | N | V  | P  | V  | P  | P  | P  | V  | V  | N  | P  | V  | P  | V  | P  | P  | P  | V  | P  | P  | V  | V  |
| Posizione | 1 | 7 | 4 | 3 | 3 | 4 | 3 | 5 | 5 | 4  | 4  | 4  | 4  | 5  | 7  | 5  | 5  | 5  | 6  | 5  | 6  | 5  | 6  | 6  | 6  | 6  | 7  | 7  | 6  | 5  |

Legenda:

Luogo: C = Casa; T = Trasferta. Risultato: V = Vittoria; N = Pareggio; P = Sconfitta.

### Statistiche dei giocatori
Desunte dalle edizioni cartacee dei giornali dell'epoca.
| Giocatore        | Serie A  | Serie A | Coppa Italia | Coppa Italia | Totale   | Totale |
| Giocatore        | Presenze | Reti    | Presenze     | Reti         | Presenze | Reti   |
| ---------------- | -------- | ------- | ------------ | ------------ | -------- | ------ |
| U. Ceresa        | 7        | -7      | 1            | -1           | 8        | -8     |
| G. Masetti       | 23       | -28     | 2            | -1           | 25       | -29    |
| A. Nardi         | 0        | -0      | 0            | -0           | 0        | -0     |
| E. Asin          | 3        | 0       | 0            | 0            | 3        | 0      |
| E. Bianchi       | 1        | 0       | 0            | 0            | 1        | 0      |
| R. Cipriani      | 0        | 0       | 0            | 0            | 0        | 0      |
| A. Ferraris (IV) | 12       | 0       | 2            | 0            | 14       | 0      |
| A. Gadaldi       | 28       | 0       | 3            | 0            | 31       | 0      |
| E. Monzeglio     | 22       | 0       | 2            | 0            | 24       | 0      |
| F. Bernardini    | 18       | 0       | 0            | 0            | 18       | 0      |
| G. Bonomi        | 13       | 3       | 1            | 0            | 14       | 3      |
| A. Coscia        | 28       | 4       | 2            | 1            | 30       | 5      |
| M. De Grassi     | 11       | 0       | 2            | 0            | 13       | 0      |
| L. Di Pasquale   | 7        | 1       | 0            | 0            | 7        | 1      |
| A. Donati        | 25       | 0       | 3            | 0            | 28       | 0      |
| A. Fusco         | 21       | 0       | 3            | 0            | 24       | 0      |
| P. Serantoni     | 18       | 2       | 1            | 0            | 19       | 2      |
| L. Alghisi       | 30       | 7       | 3            | 1            | 33       | 8      |
| E. Borsetti      | 18       | 4       | 3            | 2            | 21       | 6      |
| T. Bui           | 0        | 0       | 0            | 0            | 0        | 0      |
| O. Mascheroni    | 11       | 1       | 1            | 0            | 12       | 1      |
| D. Michelini     | 24       | 13      | 3            | 0            | 27       | 13     |
| O. Subinaghi     | 10       | 4       | 1            | 1            | 11       | 5      |

### Videografia
- Manuela Romano (a cura di), La storia della A.S. Roma (10 DVD-Video), Corriere dello Sport, Rai Trade, 2006.